# Pustoschka
Pustoschka (russisch Пустошка) ist eine Kleinstadt in der Oblast Pskow (Russland) mit 4619 Einwohnern (Stand 14. Oktober 2010).

## Geografie
Die Stadt liegt in der Welikaja-Ebene etwa 190 Kilometer südlich der Oblasthauptstadt Pskow am Flüsschen Krupaja sowie dem Krupeiskoje-See im Einzugsbereich der Welikaja.
Pustoschka ist Verwaltungszentrum des gleichnamigen Rajons.
Die Stadt liegt an der auf diesem Abschnitt 1901 eröffneten Eisenbahnstrecke Moskau–Riga (Streckenkilometer 558). Bei Pustoschka kreuzen sich die Fernstraßen M9 Moskau–Welikije Luki–lettische Grenze (weiter über Rēzekne nach Riga) und M20 von Sankt Petersburg nach Newel und weiter über Belarus in die Ukraine (Kiew, Odessa).

## Geschichte
Pustoschka entstand um 1900 als Stationssiedlung im Zusammenhang mit dem Bau der Eisenbahnstrecke Moskau–Windawa.
1925 wurde das Stadtrecht verliehen.
Im Zweiten Weltkrieg wurde Pustoschka am 16. Juli 1941 von der deutschen Wehrmacht besetzt. Die in Pustoschka verbliebenen siebzig Juden wurden im Februar 1942 ghettoisiert und Anfang März 1942 von den Deutschen ermordet. Am 27. Februar 1944 wurde der Ort von Truppen der 2. Baltischen Front der Roten Armee im Rahmen der Staraja-Russa-Noworschewer Operation zurückerobert.

### Bevölkerungsentwicklung
| Jahr | Einwohner |
| ---- | --------- |
| 1926 | 1600      |
| 1939 | 2591      |
| 1959 | 3380      |
| 1970 | 4575      |
| 1979 | 5434      |
| 1989 | 6332      |
| 2002 | 5509      |
| 2010 | 4619      |

Anmerkung: Volkszählungsdaten (1926 gerundet)

## Kultur und Sehenswürdigkeiten
Beim Dorf Sawolotschje am See Podzo befinden sich mehrere Hügelgräbergruppen aus der zweiten Hälfte des 1. Jahrtausends vor Christus.

## Wirtschaft
In Pustoschka gibt es Betriebe der Holzwirtschaft und der Lebensmittelindustrie.